# رابرت نوزیک
رابرت نوزیک (به انگلیسی: Robert Nozick)
(۱۶ نوامبر ۱۹۳۸–۲۳ ژانویه ۲۰۰۲) فیلسوف سیاسی آمریکایی بود که در دهه‌های ۱۹۷۰و۱۹۸۰ شهرتِ زیادی داشت. معروف‌ترین کتاب او در فلسفه سیاسی، بی‌دولتی، دولت، آرمان‌شهر در ۱۹۷۴ منتشر شد. این کتاب پاسخی بود آزادی‌گرایانه به کتاب «نظریهٔ عدالت» نوشتهٔ جان رالز. او تا هنگام مرگ استاد کرسی فلسفه در دانشگاه هاروارد بود. دیگر آثارش در زمینه نظریه تصمیم و شناخت‌شناسی هستند.
جستار اصلی نوزیک و فشرده سخن او دفاعی همه‌جانبه و ریشه‌ای از لیبرترینیسم و آزادی‌گرایی است تا آن‌جایی که برخی او را مدافع اختیارگرایی رادیکال(لیبرترینیست) خوانده‌اند.
رابرت نوزیک یک نظریه نامتعین برای اراده آزاد ارائه داده‌است. طبق نظریه نوزیک شخصیت هر فرد در طی زندگی وی، به صورت نامتعین، توسط خود فرد شکل می‌گیرد. این نظریه بر این واقعیت استوار است که انسان‌ها به عنوان عامل‌های خود-آگاه، دلایلی با سطوح اهمیت مختلف، برای اعمال‌شان بیان می‌کنند. این دلایل و وزن‌های متفاوت نسبت داده شده به آن‌ها هویت فرد را شکل می‌دهند که در طی زمان شکل گرفته و کامل می‌شود. بنابراین هویت هر فرد دارای ابعاد مختلفی با سطوح برجستگی متفاوت است. به این ابعاد و میزان اهمیت آن‌ها که توسط خود فرد شکل گرفته و ساخته می‌شود، منش و شخصیت فرد نیز گفته می‌شود.

## آثار
- بی‌دولتی، دولت، آرمان‌شهر، ترجمهٔ محسن رنجبر، نشر مرکز، ۱۳۹۵.
- Philosophical Explanations- روشنگری‌های فیلسوفانه (۱۹۸۱)
- The Examined Life - زیست آزموده (۱۹۸۹)
- The Nature of Rationality- سرشت بخردانگی (۱۹۹۳)
- Socratic Puzzles- معماهای سقراطی (۱۹۹۶)
- Invariances: The Structure of the Objective World- نامتغیرها: ساختار جهان عینی (۲۰۰۱)